# Фронт визволення Землі
«Earth Liberation Front» (ELF, Фронт визволення Землі), також відомий як «Elves» чи «The Elves» (ельфи) — колективна назва, що використовується активістами, котрі автономно діють в різних країнах та застосовують «економічні диверсії і партизанську війну» для «боротьби з експлуатацією і знищенням довкілля».

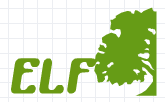
Логотип ELF

ELF виник в Брайтоні (Велика Британія) в 1992 р. на базі радикального крила екологічної організації «Earth First!» («Земля — перш за все!»), потім його активісти появились в інших країнах Європи і в США.
Активіст ELF Джейкоб Дженсен так описав «ідеальний» світ, в якому він хотів би жити: «Я бачу місто без електрики, телебачення, Інтернету, автомобілів і мобільних телефонів. Одяг шиється з натурального полотна. Інструменти виготовляються з каменю. Люди добувають їжу збиранням, полюванням і рибальством, а готують її на вогнищі…»
До середини 90-х років ELF діяв у режимі латентної оперативної активності; перейшов до терористичної діяльності в 1997 р. Північноамериканський філіал (North American ELF) розглядається урядом США як одна з найбільш небезпечних терористичних організацій місцевого походження. Централізоване керівництво і формальний лідер відсутні; офіційний представник по лінії PR — Крейг Розбрау. Чисельність активістів невідома; основний особовий склад, ймовірно, належить до вікової групи 20-25 років (в основному студенти університетів).
Організаційна структура заснована на реалізації концепції децентралізованого опору; включає ізольовані конспіративні осередки, керовані через мережу Інтернет. Основна операційна зона — Захід і Північний Захід США (штати Вашингтон, Орегон, Айдахо, Колорадо, Каліфорнія, в період 1996–1999 років зафіксовано 33 акції). З грудня 2000 р. виявляються ознаки зростаючої активності ELF у Нью-Йорку та інших районах на Східному узбережжі США. Активність на території Канади і європейських держав станом на теперішній час зберігається в латентній фазі.
Оперативні параметри — терористичні акти із застосуванням запалювальних вибухових пристроїв, замінованої поштової кореспонденції; інтенсивне політичне та інформаційно-пропагандистське забезпечення з використанням ЗМІ та мережі Інтернет.
Оперативний цикл бойових осередків ELF: планування операції — збір (2-6 осіб, що не мають стосунку до району операції) — операція (терористичний акт) — розосередження — пресреліз у ЗМІ.
Контакти — з Фронтом визволення тварин ALF (з 1997 р. заявлено формальний альянс).
Переважна більшість «ельфів» пересуваються лише на велосипедах, оскільки вони заперечують інші засоби пересування. Деякі «ельфи» проїжджали на велосипедах по 40-50 миль щодня, аби дістатися до місць навчання чи роботи. При цьому вважалося, що часто під час поїздки вони розкидали на проїжджій частині дороги гострі металеві осколки, з метою проколювати шини проїжджаючих автомобілів. Засуджений на 8 років ув'язнення Ніколас Генді з Вайомінгу пошкодив таким чином шини понад 700 автомобілів. Нападів зазнали й сотні автомобілістів: «ельфи» зупиняли машину на шосе, зв'язували й викидали водія в кювет, а потім топили автомобіль або скидали його в провалля.
«Ельфи» вчинили цілий ряд вибухів і підпалів на території різних країн. Тільки за 1999 рік у США ними було спалено понад 60 магазинів, що торгують хімічними речовинами для побутових потреб. Власник одного з них в Техасі отримав сильні опіки, коли один з «ельфів» вилив йому в обличчя кислоту для прочищення каналізації.
«Ельфи» підпалюють побудовані житлові будинки, оскільки вважають, що «на їх місці повинні рости дерева і кущі». Так, в Північній Кароліні, вони спалили за одну ніч 8 будинків. Оскільки у пожежі загинула дитина, то четверо екстремістів отримали довічні терміни ув'язнення. В Сан-Дієго «ельфи» спалили щойно побудований будинок на 206 квартир. На згарищі поліцейські знайшли плакат з написом: «Якщо ви побудуєте будинок знову, то ми ще раз його спалимо».
«Ельфи» також боролися з вирубуванням лісів. Вони забивали в стовбури дерев довгі цвяхи, які розривали ланцюги бензопилок. Крім того, вони влаштовували різні пастки для лісорубів — від капканів до замаскованих ям з гострими кілками на дні. Були випадки, коли «ельфи» стріляли в лісорубів з трубок з отруєними дротиками.
Після серії нападів у 2001-2002 роках лісоруби північних штатів США відмовилися приступати до роботи, до тих пір поки місцевість не перевірена на наявність пасток. Деякі компанії стали посилати озброєних охоронців на захист лісорубів.
У 1998 році в штаті Монтана був жорстоко побитий співробітник будівельної компанії Ніколас Сандерс, який спилював бензопилкою дерева, розчищаючи територію під будівництво приватних будинків. Він повністю оглух, осліп на одне око і назавжди втратив можливість пересуватися самостійно. Через півтора року після події він отримав поштою закритий пакет, в якому лежав рекламний каталог будівельних інструментів, а на обкладинці було написано: «Тепер ти розкаявся? Ніколи не забувай про ельфів…».
Найрезонансніші акції ELFів у період з 1998 р.:
- 1998 р., шт. Колорадо — Підпал об'єктів лижного курорту
- Липень 2000 р., шт. Міннесота — Спроба теракту з застосуванням контейнера з радіоактивними відходами в місті Міннеаполіс.
- Грудень 2000 — січень 2001 р., шт. Орегон і Нью-Йорк — Серійні підпали об'єктів, пов'язаних з експлуатацією природних ресурсів.
- Травень 2001 р., шт. Вашингтон — Підпал 2 лабораторій університету штату.

У результаті дій організації за період з 1997 р. завданий збиток склав $40 млн.
У Росії 21 червня 2011 на території автосалону «LEXUS'/Toyota» на заході Москви була підірвана запалювальна бомба, відповідальність за цю акцію взяв на себе «Фронт визволення Землі (Росія)», інформація про що була розміщена на сайті «Чорний блог ».